# Motorway M-6 (Pakistan)
Der Motorway M-6 ist eine geplante Autobahn in Pakistan. Die Autobahn ist Teil der Nord-Süd-Strecke von Islamabad nach Karatschi. Die M-6 stellt den mittleren Abschnitt zwischen Dera Ghazi Khan und Ratodero dar.

## Bau
Es ist noch nicht klar, wann die M-6 gebaut werden soll. Es werden Baukosten von 45 Milliarden PKR (entspricht ca. 368 Millionen Euro) geschätzt.

## Verlauf
Die folgenden Ortschaften liegen entlang der geplanten Strecke:
- Dera Ghazi Khan
- Rājanpur
- Ratodero